# Jones Lagoon
Jones Lagoon är en sjö i Belize. Den ligger i distriktet Belize, i den nordöstra delen av landet, 60 km nordost om huvudstaden Belmopan.